# Công xưởng Hoa Kỳ
Công xưởng Hoa Kỳ (tên gốc tiếng Anh: American Factory; và tiếng Trung: 美国工厂; Hán-Việt: Mỹ quốc công xưởng) là một bộ phim tài liệu Mỹ năm 2019 của đạo diễn Steven Bognar và Julia Re Richt, về nhà máy của công ty Trung Quốc Fuyao ở Moraine, một thành phố gần Dayton, Ohio, chiếm Moraine Assemley, một nhà máy General Motors bị đóng cửa. Bộ phim đã có buổi ra mắt liên hoan tại Liên hoan phim Sundance 2019. Nó được phân phối bởi Netflix và là bộ phim đầu tiên được sản xuất bởi công ty sản xuất của Barack Obama và Michelle Obama - Lower Ground Productions.  Nó đã giành được một giải thưởng Hàn lâm cho phim tài liệu hay nhất.